# КК Шкофја Лока
КК Шкофја Лока је словеначки кошаркашки клуб из истоименог места. Основан је 1954. године. Такмичи се у Првој А лиги Словеније.

## Познатији играчи
- Едо Мурић
- Дино Мурић